# Polêmio Sílvio
Polêmio Sílvio (em latim: Polemius Silvius; fl. século V) foi o autor de um Calendário Juliano anotado que tentou integrar o tradicional ciclo de festivais romanos com os novos dias santos cristãos. Seu calendário, também referido como Latérculo ou Fastos, é datado de cerca de 448-449. Ele estava ativo no sudeste da Gália e serviu como palatino sob o imperador Valentiniano III (r. 424–455). Pertencia à elite cultura cristã de seu tempo e era amigo Hilário de Arles e Euquério de Lugduno.

## Vida

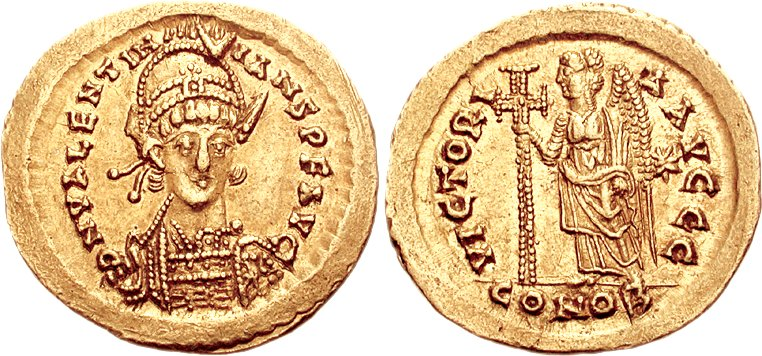
Soldo de r.

Pertencia à elite cultura cristã trabalhando dentro da burocracia imperial na Gália durante o reinado do imperador Valentiniano III (r. 424–455) e era amigo de Hilário de Arles. A Crônica Gálica de 452, na entrada do ano 438, chama-o "mentalmente perturbado".  Polêmio foi ordenado pelo bispo Euquério de Lugduno e produziu-lhe um calendário. Como os festivais cristãos já fixados eram poucos em número, Polêmio pretendia conciliar as convenções do calendário romano tradicional com os feriados religiosos enquanto "desinfetava-o" dos festivais imperiais e outros tidos agora como "pagãos". Enquanto no Calendário de Filócalo de 354 os feriados religiosos tradicionais foram registrados livremente, no tempo de Polêmio o Estado cristão começou a legislar contra outras religiões e divorciar a herança religiosa romana da cultura e vida cívica do império. Provavelmente consultando Filócalo, preenche lacunas com marcas meteorológicas e sazonais, e os "Dias Egípcios", dias considerados impróprios para novos empreendimentos e certas práticas médicas; Beda esteve entre aqueles que retiraram informação dessa obra.

## Obra
Em 438, Polêmio escreveu uma obra religiosa, agora perdida. Seu calendário, chamado Latérculo, foi compilado em 448 e dedicado em 449 a Euquério de Lugduno. Seu Latérculo é primariamente um calendário romano simplificado que lista festivais e feriados tradicionais e cristãos com explicação meteorológica e anotações antiquárias. O formato que utilizou seguiu as convenções dos calendários romanos, com os dias dispostos em colunas paralelas sob o nome do mês, e cada dia anotado numa linha separada: a coluna 1 enumera os dias do mês; a coluna 2 identifica dias especiais (feriados cristãos, dias tradicionais, aniversários dos imperadores, dias da posse de cônsules e pretores); a coluna 3 identifica condições climáticas, talvez por inspiração do tratado do século I de Columela. Polêmio também fornece informação sobre pesquisas próprias, como os aniversários de Cícero e Virgílio e uma Faustina, esposa divinizada de um dos imperadores da dinastia antonina. A obra também reflete sob o uso local gaulês do latim. Por seus erros, interpolações e ambiguidades é difícil determinar o texto base e fonte(s) consultadas.
Porções perdidas são conhecidas apenas da sinopse introdutória e para cada mês o calendário apresenta os nomes equivalentes em hebreu, egípcio, ateniense e grego. Como o calendário romano tradicionalmente serviu a propósitos didáticos, o Latérculo de Polêmio forneceu várias outras listas e tabelas sob a apresentação cronológica mês a mês:
- imperadores com usurpadores (de Júlio César ao presente; talvez usando o perdido Enmannsche Kaisergeschichte);
- Províncias romanas (agrupadas em regiões, talvez dioceses, sem ordem geográfica ou estatutária);
- Nomes de animais, pássaros e peixes;
- Uma tabela calculando a data da Páscoa e as fases da lua (ausente);
- Características topográficas e edifícios de Roma;
- Fábulas poéticas;
- Breve história do mundo (desde o Dilúvio);
- Sons onomatopaicos animais;
- Pesos e medidas;
- Métricas da poesia (ausente);
- Levantamento das seitas filosóficas (ausente).